# Proteuxoa poliocrossa
Proteuxoa poliocrossa là một loài bướm đêm thuộc họ Noctuidae. Loài này có ở Tây Úc.